# Тафреш
Тафре́ш (перс. تفرش‎) — город на западе Ирана, в провинции Меркези. Административный центр шахрестана  Тафреш.

## География
Город находится в центральной части Центрального остана, в горной местности, на высоте 1 973 метров над уровнем моря.
Тафреш расположен на расстоянии приблизительно 70 километров к северо-востоку от Эрака, административного центра провинции и на расстоянии 155 километров к юго-западу от Тегерана, столицы страны.

## Население

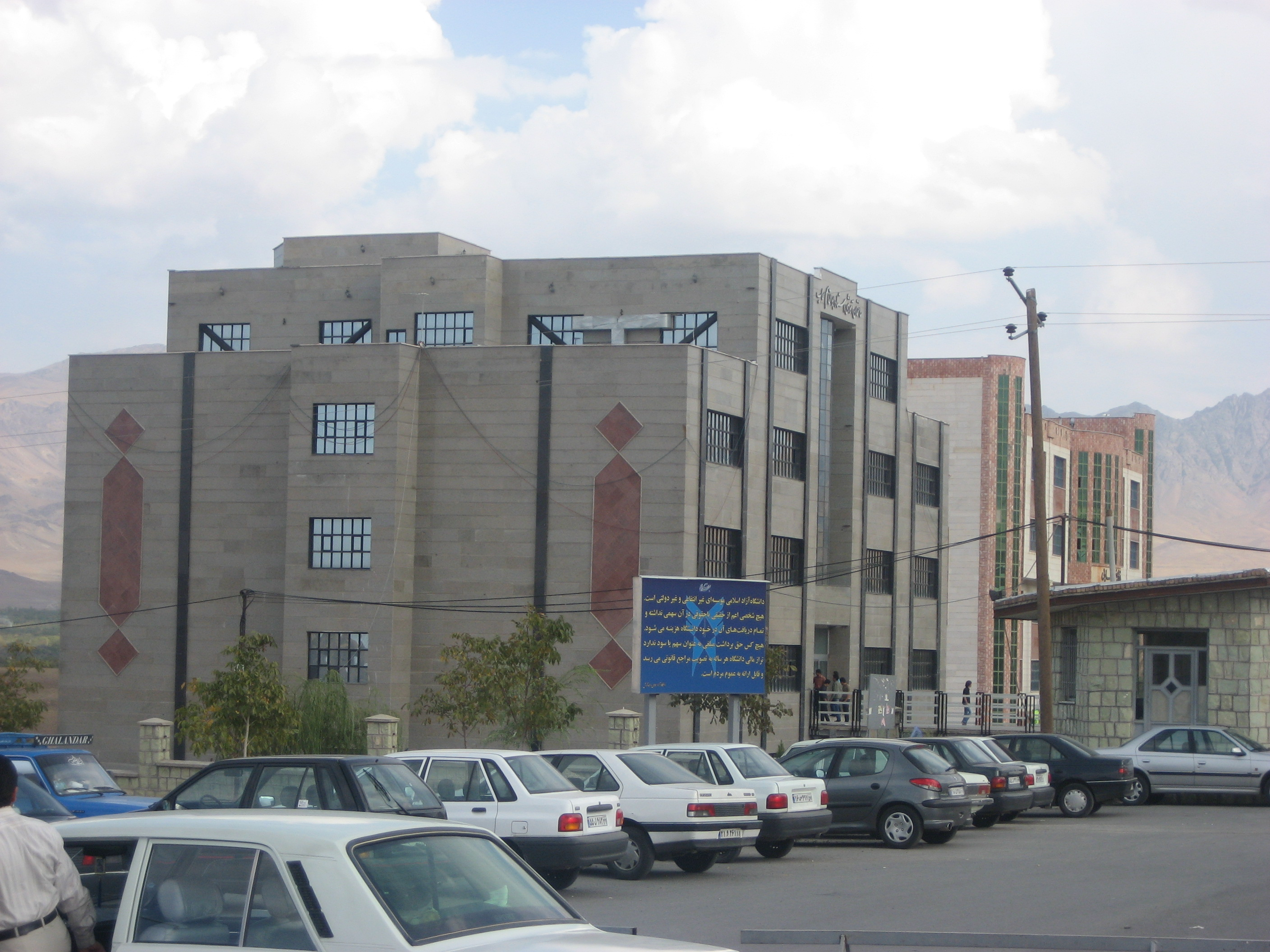
Городской филиал Исламского университета Азад

Тафреш — девятый по численности населения город провинции. По данным переписи, на 2006 год население составляло 13 914 человек.

## Достопримечательности
В 25 километрах к юго-западу от Тафреша, в деревне Шахварак расположен имамзаде Аболькасем, относящийся к периоду правления династии Сефевидов. В близлежащей деревне Хамзекан расположен имамзаде Шахзаде Хади, основа которого была заложена в IX—X веках.
В 5 километрах западнее города находится минеральный источник Герав, воды которого обладают лечебным действием и по эффекту сходны с водами известных французских источников.